# Mbark Boussoufa
Mbark Boussoufa (nacido el 15 de agosto de 1984 en Ámsterdam, (Países Bajos) es un exfutbolista internacional marroquí que jugaba como centrocampista.

## Carrera profesional
Formado en el Ajax y Chelsea, Mbark Boussoufa registró 10 goles y 17 asistencias durante la temporada 2005/2006. 
Mbark Baussoufa fichó por el FC Anzhi Majachkalá en 2011, donde llegó después de defender los colores del RSC Anderlecht, con el que consiguió una Jupiler League (campeón belga 2006-2007) y una Copa de Bélgica (2008).
En agosto de 2013, tras anunciar el Anji problemas económicos de su propietario, Suleyman Kerimov, Mbark Boussoufa fue traspasado al FC Lokomotiv Moscú junto a su compañero de equipo, el francés Lassana Diarra.

## Selección nacional
Fue 71 veces internacional con Marruecos y ha marcado 8 goles
- Primer partido Internacional con Selección: el 23 de mayo de 2006 ante EE. UU.
- Primer partido oficial: el 2 de septiembre de 2006 ante Malawi.
- Primer gol: el 2 de septiembre de 2006 ante Malawi.

## Clubes
| Club                | País                   | Año       | Partidos | Goles |
| KAA Gent            | Bélgica                | 2004-2006 | 57       | 14    |
| RSC Anderlecht      | Bélgica                | 2006-2011 | 147      | 48    |
| FC Anzhi Majachkalá | Rusia                  | 2011-2013 | 25       | 4     |
| Lokomotiv de Moscú  | Rusia                  | 2013-2015 | 21       | 2     |
| K. A. A. Gent       | Bélgica                | 2015-2016 | 11       | 2     |
| Al-Jazira           | Emiratos Árabes Unidos | 2016-2018 | 28       | 4     |
| Al-Shabab           | Arabia Saudita         | 2019      | 14       | 1     |
| Al-Sailiya SC       | Catar                  | 2019-2020 | 16       | 3     |

## Palmarés
- 2006: Ganador de la Supercopa de Bélgica con el RSC Anderlecht.
- 2007 Campeón de Bélgica con el RSC Anderlecht.
- 2007: Ganador de la Supercopa de Bélgica con el RSC Anderlecht.
- 2008: Ganador de la Copa de Bélgica con el RSC Anderlecht.

## Premios individuales
- Con KAA Gent:
  - Zapato de Oro
  - Bota de Ébano
  - Pro Futbolista del año 2006

- Con RSC Anderlecht:
  - Pro Futbolista del año 2009
  - Bota de Ébano 2010
  - Pro Futbolista del año 2010